# 耐塩菌
耐塩菌（たいえんきん、salt tolerant bacteria/halotolerant bacteria）とは塩化ナトリウムを含まない培地でよく増殖し、かつ、10％以上含む培地でも増殖可能である細菌の総称。黄色ブドウ球菌を含むStaphylococcus属などが該当する。食品衛生上問題となることがある。